# Bellina melanura
Bellina melanura là một loài ruồi trong họ Tachinidae.